# 土門秀明
土門 秀明（どもん ひであき、1964年11月15日 - ）は、日本のギタリスト。

## 経歴
山形県酒田市出身。1986年から1991年の間バブルガム・ブラザーズのギタリストとして活躍。その後、2001年に渡英。2003年に日本人初のロンドン地下鉄公認バスカーとしてライセンスを取得。以後、2012年に帰国するまでロンドンで演奏活動を行う。

2011年に1stアルバム『From The Underground』を、翌年2012年には、ロンドン地下鉄構内で全曲録音したライブアルバム『Live in Tube』をリリースし、マスコミ等にも注目される。

2023年7月21から8月26に東京青山「hpgrp GALLERY TOKYO」で開催された「日本の有名フォトグラファー50選」にも選出されている大和田良氏の写真展にて音楽を担当。テーマ曲「underwater #2」を作曲、レコーディングする。
2023年に白山市全域が対象の自然公園「白山手取川ジオパーク」のユネスコ世界認定を祝うメモリアルソング「我が心の白山」を作曲（その報告に白山市長を表敬訪問した際の記事が、10月14日北国新聞、10月19日中日新聞に掲載されている）。2023年10月14日に白山市中宮で開催された「HAKUSAN SUMMIT 2023」にて生演奏、全世界に同時中継される。

## 人物
- 座右の銘「No pain, No gain.」（痛み無くして成長なし）
- ビートルズの大ファン。バスキング中もよくビートルズの曲を演奏する。
- Queenの「Too Much Love Will Kill You」を演奏している映像が ブライアン・メイ本人から「This is great」とコメントされている[1]。

## アルバム
- From The Underground（2011年9月、Apparei Brothers Records（英国盤））
- Live in Tube（2012年1月、NEW VINTAGE RECORDS）
- DISTINE（2014年6月、Charing Cross Records（世界発売）） - ロンドンのピカデリーサーカス駅で出会ったスペイン人女性シンガー・Siraとのフルアルバム。
- Busking in Sakata（2014年12月） - 故郷・山形県酒田市にて制作した、自然音とのコラボレーションアルバム。渋谷・大盛堂書店にて限定発売。
- While Solo Guitar Beatly Weeps（2015年4月、Solo Guitar Records） - 日本のトップソロギタリスト10人を集めてプロデュースした、ソロギターによるビートルズのカヴァーアルバム。
- Live in Tube 2（2015年8月、SOLO GUITAR RECORDS） - 『Live in Tube』の第2弾。
- 慕古 -moko-（2016年4月、洞瀧山總光寺のオリジナルCD） - 「星の禅寺」と呼ばれる酒田の名所の水音をSEにしたオリジナル曲集。
- T&J - Solo Guitar Traditional Tunes of Taiwan & Japan（2017年10月、Solo Guitar Records） - 日本と台湾のギタリストによる友好合同企画としてプロデュース。
- Live in 蕎麦屋（2019年10月、NEW VINTAGE RECORDS） - 東京都三鷹市の蕎麦屋「や乃家」でのバスキングを収録したアルバム。
- 雪桜 -ギターで奏でる山形の名所-（2020年3月、Solo Guitar Records） - 故郷・山形県の名所をモチーフにしたミニアルバム。

## 書籍
- 地下鉄のギタリスト—Busking in London（2005年、水曜社）
- 【完全版】地下鉄のギタリスト（2018年、アルファベータブックス）

2005年5月より、ロンドン地下鉄でのバスキング日記をメールマガジンでリアルタイム配信。2006年2月、水曜社より『地下鉄のギタリスト—Busking in London』を出版。雑誌『ダカーポ』の「BOOK OF THE YEAR 2006-2007」、産経新聞の「2006年の最も面白かった本トップ３」に選出される。
2013年3月、『地下鉄のギタリスト Busking in London』を、amazon Kindleストアより電子書籍として出版。同時に全世界に向けて英語版も出版。同月、未発表日記による『地下鉄のギタリスト　第2章　激闘編』と、英国の日本語情報誌の連載をまとめた『地下鉄から愛をこめて バスカー土門の人生相談　悩んだときはこれを聴け！』を、amazon Kindleストアより電子書籍として出版。
2018年8月、『【完全版】地下鉄のギタリスト』をアルファベータブックスから出版。『地下鉄のギタリスト—Busking in London』に大幅な加筆修正を加え、ロンドン地下鉄での生演奏をライブ録音した特製CDを付録にした。

## コラム
- バスカー土門の人生相談　悩んだときはこれを聴け！（2012年8月に連載終了、英国の日本語情報誌『英国ニュースダイジェスト』）[2]